# The Flirts
Pour les articles homonymes, voir Flirt (homonymie).
The Flirts est un groupe américain de disco, originaire de New York. Le projet musical est formé en 1980 par le producteur Bobby Orlando, et connait plusieurs succès dans les années 1980. Son single le mieux classé est Passion, sorti en 1983. The Flirts sont comptés parmi les représentants de l'Italo disco, mais sont également des pionniers de la hi-NRG.

## Histoire
En 1980, le producteur et auteur-compositeur Bobby Orlando développe le concept d'un groupe de dance avec trois chanteuses. Orlando joue lui-même la plupart des instruments (donc surtout des synthétiseurs, de la boîte à rythmes, etc.) et produit les titres pour son label O Records. Les chanteuses sont choisies selon le schéma « blonde-brune-rousse » (Blondes, Brunettes and Redheads).
Le premier casting se compose d'Andrea del Conte (blonde), Rebecca Sullivan (brune) et Sandra K'kay (rousse), cette dernière ayant été rapidement remplacée par Holly Kerr (rousse). C'est avec ce line-up (Andrea, Rebecca, Holly) que leur premier album 10¢ a Dance (aussi écrit 10 Cent a Dance) est enregistré en 1982, et c'est également cette formation qui apparaît dans le clip vidéo du single Jukebox (Don't Put Another Dime). Andrea del Conte apparaît comme chanteuse principale, notamment sur le titre Passion. Elle avait déjà travaillé auparavant comme choriste et danseuse pour d'autres groupes. Rebecca Sullivan chante sur le titre Calling All Boys. Elle avait auparavant travaillé plusieurs années comme mannequin pour l'agence new-yorkaise Wilhelmina Models.
Au cours de l'année 1982, Holly Kerr est remplacée par la danseuse Hope Rayman. Avec cette formation (Andrea, Rebecca, Hope), le single Passion fait l'objet de plusieurs apparitions télévisées en Europe en automne/hiver 1982, notamment dans les émissions Premiatissima en Italie et TopPop aux Pays-Bas. Passion entre ensuite dans les hit-parades de plusieurs pays européens début 1983 et devient un top 10 en Allemagne et en Suisse. En septembre 1983, Passion est joué dans l'émission de télévision américaine American Bandstand, dans laquelle le futur album Born to Flirt est déjà annoncé. Peu de temps après, des désaccords avec Bobby Orlando surviennent, à la suite de laquelle les trois membres sont remplacées.
En 1985 sort le single You and Me, que Bobby Orlando a écrit aux côtés du producteur de hip-hop Clifton « Jiggs » Chase, qui atteint les charts dance américains,. En 1986, l'intérêt pour le groupe s'estompe. L'album Questions of the Heart, sorti en décembre la même année, bien qu'il se classe dans la catégorie Recommended du magazine Billboard, n'atteint pas les charts. Dans les années qui suivent, divers best-of, mais aussi des rééditions d'anciens morceaux sous forme de singles ou de maxi-singles sortent en magasin. Par la suite, les membres féminins des Flirts montent sur scène sans Bobby Orlando. Les membres des Flirts ont aussi joué dans le film allemand Der Formel Eins Film.

## Classements
Leur premier album, 10¢ a Dance, se classe 39e des charts suédois. Le single Passion, lui, atteint le top 10 en Allemagne et en Suisse. Helpless (You Took My Love) atteint le top 20 dans les deux pays en 1985. Aux États-Unis, The Flirts font partie des groupes les plus populaires de la scène dance avec les singles Boy Crazy et Passion (tous deux en 1982), You and Me et Dancin' Madly Backwards (tous deux en 1985) ainsi que Miss You et New Toy (tous deux en 1986), qui ont atteint des places élevées dans le classement Billboard Dance.

## Discographie

### Albums studio
- 1982 : 10¢ a Dance (39e en Suède[9])[N 1]
- 1983 : Born to Flirt
- 1984 : Made in America
- 1985 : Blondes, Brunettes and Redheads[N 2]
- 1986 : Questions of the Heart
- 1992 : Take a Chance on Me

### Singles
- 1982 : Passion (4e en Allemagne, 4e en Suisse[11])
- 1982 : Jukebox (Don't Put Another Dime)
- 1982 : Boy Crazy
- 1982 : We Just Want to Dance (promo)
- 1983 : Calling All Boys
- 1983 : Danger
- 1984 : Helpless (You Took My Love) (13e en Allemagne, 15e en Suisse[11])
- 1984 : Telephone / Oriental Boy (Remix)
- 1985 : New Toy
- 1985 : You and Me
- 1985 : Dancin' Madly Backwards (46e en Allemagne[11])
- 1985 : Voulez Vous / I Wanna Wear Your Ring
- 1986 : New Toy / I Wanna Wear Your Ring
- 1986 : Miss You
- 1986 : Danger / Passion / Calling All Boys
- 1986 : All You Ever Think About is (Sex)
- 1988 : A Thing Called Love
- 1989 : You and Me / New Toy
- 1989 : After School
- 1989 : Passion / Danger
- 1989 : Helpless / Calling All Boys
- 1991 : Castle Gold Collection, Vol. 18
- 1993 : Danger (Remix) / Native Love (The Flirts and Divine)

### Compilations
- 1991 : The Best of the Flirts
- 1993 : Greatest Hits
- 1996 : Passion – The Best of
- 2001 : Physical Attraction (album triple)
- 1993 : The Gallery Volume 7

### Albums live
- 1983 : Flirt with the Flirts (LP double)
- 2013 : P. A. S. S. I. O. N. – The Remix Album